# Ромма Федір Дмитрович
Федір Дмитрович Ромма (23 лютого 1919 — 1991) — радянський державний та партійний діяч, голова Державного комітету з праці БРСР, Голова Берестейського промислового (1963—1964) облвиконкому.

## Біографія
Член ВКП(б) із 1940 року. Закінчив Вищу партійну школу при ЦК КПБ(б) (1951).
Із 1939 року уповноважений ЦК ЛКСМБ, 1-й секретар Берестейського РК ЛКСМБ. У 1941–1943 роках виконував спецзавдання ЦК КП(б)Б та ЦШПР в Орловській та Московській областях, у березні 1943-липні 1944 року — секретар Берестейського підпільного обкому ЛКСМБ, заступник командира Берестейського партизанського об'єднання.
У 1944-1948 роки перший секретар Гомельського, Пінського обкомів ЛКСМБ, із 1951 року голова відділу Пінського обласного комітету КП(б)Б, з 1953 року, 1-й секретар Столинського РК, Барановицького ЦК КПБ.
Із 1960 1-й заст. голови Берестейського облвиконкому. З березня 1967 року голова Державного комітету СМ БРСР із використання трудових ресурсів, із 1976 — Голова Державного комітету БРСР з праці.
Член Ревізійної комісії КПБ (1956–1980), член ЦК КПБ (1960—1961), Депутат Верховної Ради (1959—1971), член Президії Верховної Ради БРСР у 1963—1967.

## Нагороди
- Орден Леніна
- Орден Вітчизняної війни 1 ступеня
- Орден Вітчизняної війни 2 ступеня
- Два ордени Трудового Червоного Прапора
- Орден Дружби народів